# William J. Ripple

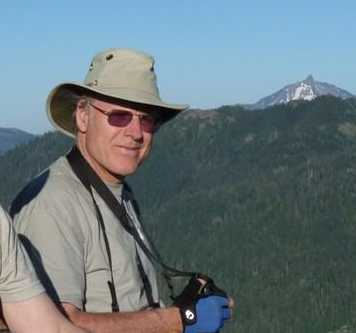
William J. Ripple in (2010)

William J. Ripple (* 10. März 1952) ist ein amerikanischer Professor für Ökologie an der Oregon State University im Department of Forest Ecosystems and Society. Er ist vor allem für seine Forschungen zu terrestrischen trophischen Kaskaden bekannt, insbesondere für die Rolle des Grauwolfs (Canis lupus) in Nordamerika als Spitzenprädator und Schlüsselart, die als solche das Nahrungsnetz und die Landschaftsstrukturen durch den „Top-Down“-Druck formt.
Ripple leitet das Trophic Cascades Program an der Oregon State University, das mehrere Forschungsinitiativen wie das Aspen Project, das Wolves in Nature Project und das Range Contractions Project durchführt. Er hat einen Ph.D. der Oregon State University. Sein Dissertationsthema aus dem Jahr 1984 war Relationships Between Grass Canopy Characteristics and Landsat Thematic Mapper Bands.
Ripple war der Hauptautor der am 13. November 2017 veröffentlichten „Global Scientists‘ Warning to Humanity: A second Notice“. Dieser Artikel umfasst 15.364 Mitunterzeichner von Wissenschaftlern aus 184 Ländern. Der Artikel schlägt vor: „Um weit verbreitetes Elend und einen katastrophalen Verlust der biologischen Vielfalt zu verhindern, muss die Menschheit eine umweltverträglichere Alternative zum Weitermachen wie bisher praktizieren.“ Im Jahr 2020 leitete Ripple die Warnung der Wissenschaftler an die Menschheit vor einem Klimanotstand und erklärte zusammen mit mehr als 11.000 Mitunterzeichnern von Wissenschaftlern aus 153 Ländern, dass „der Planet Erde vor einem Klimanotstand steht“ und stellte sechs Schritte zur Vermeidung der schlimmsten Auswirkungen vor Klimawandel. Anschließend leitete Ripple eine jährliche Berichtsreihe „World Scientists' Warning of a Climate Emergency“.
Ripple ist nicht nur ein viel zitierter Forscher, sondern auch Direktor der Alliance of World Scientists, einer unabhängigen Organisation mit mehr als 25.000 Wissenschaftlern, die als „kollektive internationale Stimme vieler Wissenschaftler in Bezug auf globale Klima- und Umwelttrends“ fungiert.
Ripples Arbeit zu Umweltthemen wurde im Film „The Scientists' Warning“ hervorgehoben – einem Dokumentarfilm über einen Forscher, der eine Bewegung gründete, um Wissenschaftler zu ermutigen, dabei zu helfen, wissenschaftliche Erkenntnisse in die Tat umzusetzen.